# Eiraku Hozen
Eiraku Hozen (japanisch 永樂 保全; geboren 1795 in Kyōto; gestorben 8. November 1854) war ein japanischer Töpfer.

## Leben und Wirken
Eiraku Hozen war Nishimura Zengorō XI. (西村善五郎11代). Er, Sohn der Familie Sawai (沢井) in Kyōto, wurde im Alter von etwa 13 Jahren auf Vermittlung des Oberpriesters des Tempels Daitoku-ji von Nishimura Zengorō-Ryozen X. (10代西村善五郎了全) adoptiert. Im Juli 1827 erhielt er den Namen „Hozen“, den Fujiwara Mitsuo (藤原 光盈) aus dem „Zhuangzi“ ausgewählt hatte. Im Oktober desselben Jahres besuchte er in Begleitung des 10. Oberhauptes der Teeschule „Omote-Senke“ mit seinem Vater Ryozen (了全) den Brennofen für Kairakuen-Keramik (偕楽園焼) am Nishihama-Palast (西浜御殿) des Tokugawa Harutomi (徳川 治宝; 1771–1853), des Herrschers der Kishu-Domäne (紀州藩). Für seine Bemühungen um den Brennofen erhielt er ein goldenes Siegel mit der Inschrift (河浜支流) und ein silbernes Siegel mit der Inschrift „Eiraku“.
1843 gab Eiraku den Namen „Zengorō“ an seinen ältesten Sohn Wazen (和全) weiter und nannte sich selbst „Zenichirō“ (善一郎). 1849 erhielt er von der Familie Takatsukasa (鷹司家) die Zeichen „陶鈞“ (Tōkin) und nannte sich „Tōkinken“ (陶鈞軒). Als 1847 der zweite Sohn des Lackkünstlers Sano Chōkan (佐野 長寛; 1756–1794) adoptiert wurde, kam es zu einer Meinungsverschiedenheit mit Wazen. Dazu kam, dass die weitere Entwicklung von Keramik den Finanzen der Familie Zengorō zusetzte. Eiraku ging daher 1850 nach Edo, wo er auf die Unterstützung der Familie Mitsui hoffte, machte sich aber im folgenden Jahr wieder auf den Heimweg. Unterwegs machte er in Ōtsu am Südufer des Biwa-Sees halt und baute dort einen Brennofen für „Konan-Keramik“ (湖南焼), wobei „Konan“ „Am Südende des Sees“ bedeutet und auf die Lage von Ōtsu Bezug nimmt.
1851 wurde Eiraku von Nagai Naoteru (永井 直輝; 1827–1874), dem Daimyō der Takatsuki-Domäne (高槻藩), eingeladen, die dort produzierte Takatsuki-Keramik (高槻焼) zu begutachten. Er kehrte dann im selben Jahr wieder nach Ōtsu zurück. Dort brachte er 1853 den Brennofen am Tempel „Emman-in“  (円満院) wieder in Gang und versah die Produkte mit Stempeln wie „Mitsui Mihama“ (三井御浜), „Nagarasan“ (長等山), „Kawahama“ (河浜).
Eirakus Stil umfasst alle Keramiktechniken Chinas, Koreas und Japans, die zu dieser Zeit geschätzt wurden, wie Cochin (交趾), Seladon, blau-weißes Porzellan (青磁), Shunsui (祥瑞), Akae (赤絵), Kinrande (金襴手), Jinsei-Kopien (仁清写) und Goryeo-Kopien (高麗写). Mit seinen vielfältigen Mitteln hat er eine neue Teekeramik geschaffen, die über die bloße Nachahmung hinausgeht und in Design und Glasur den Geschmack der Zeit widerspiegelt.

## Bilder

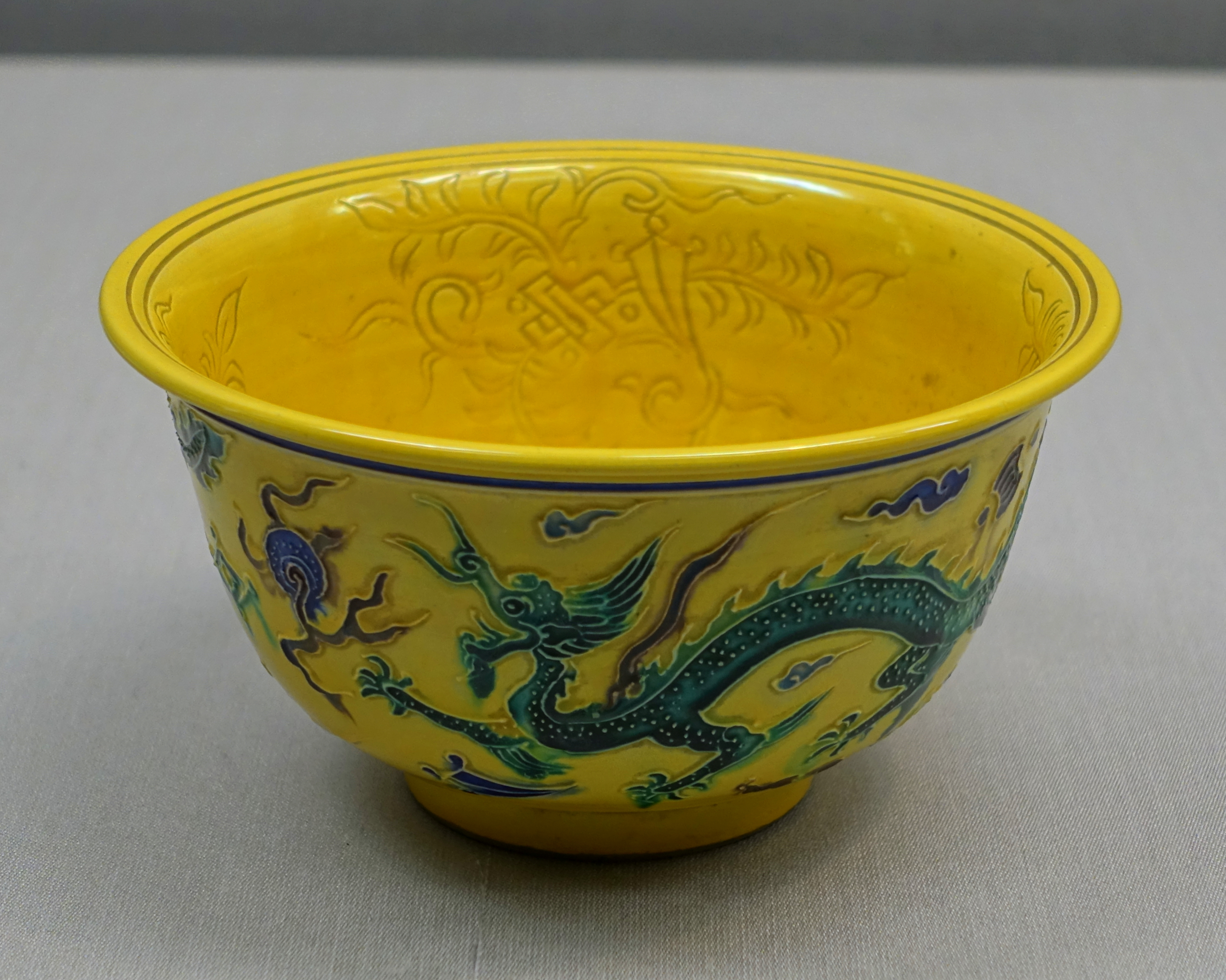
Schale
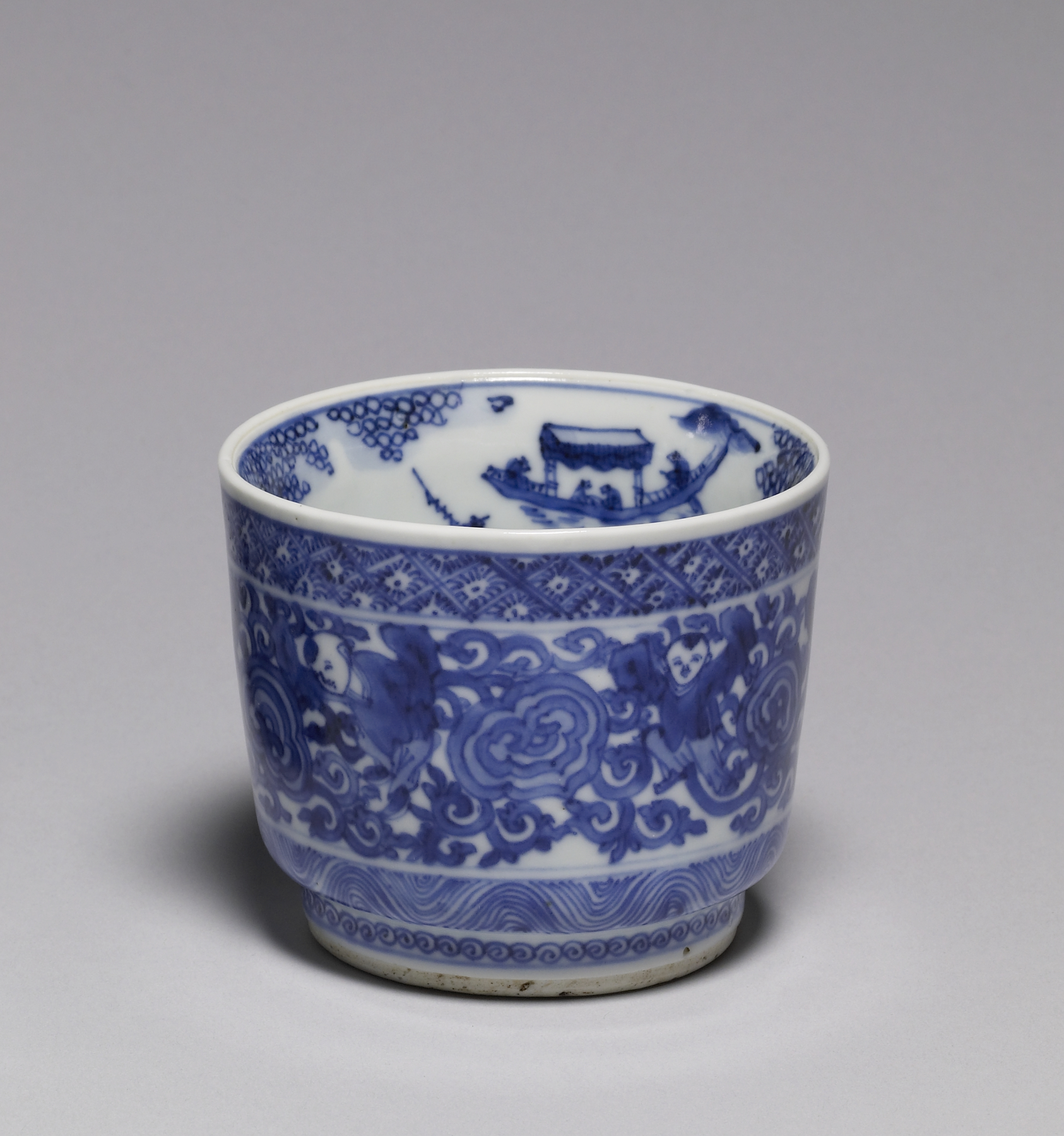
Becher
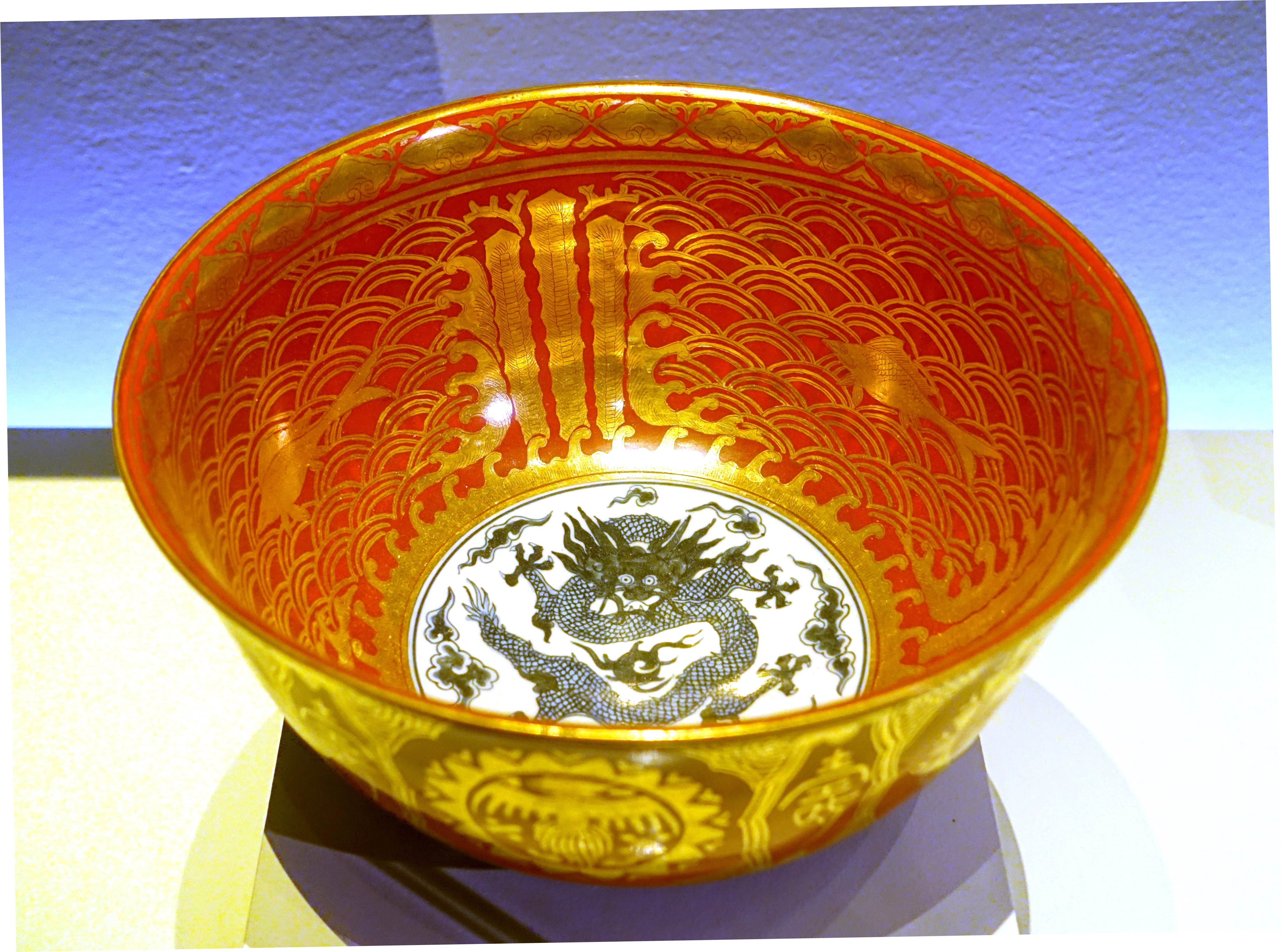
Schale
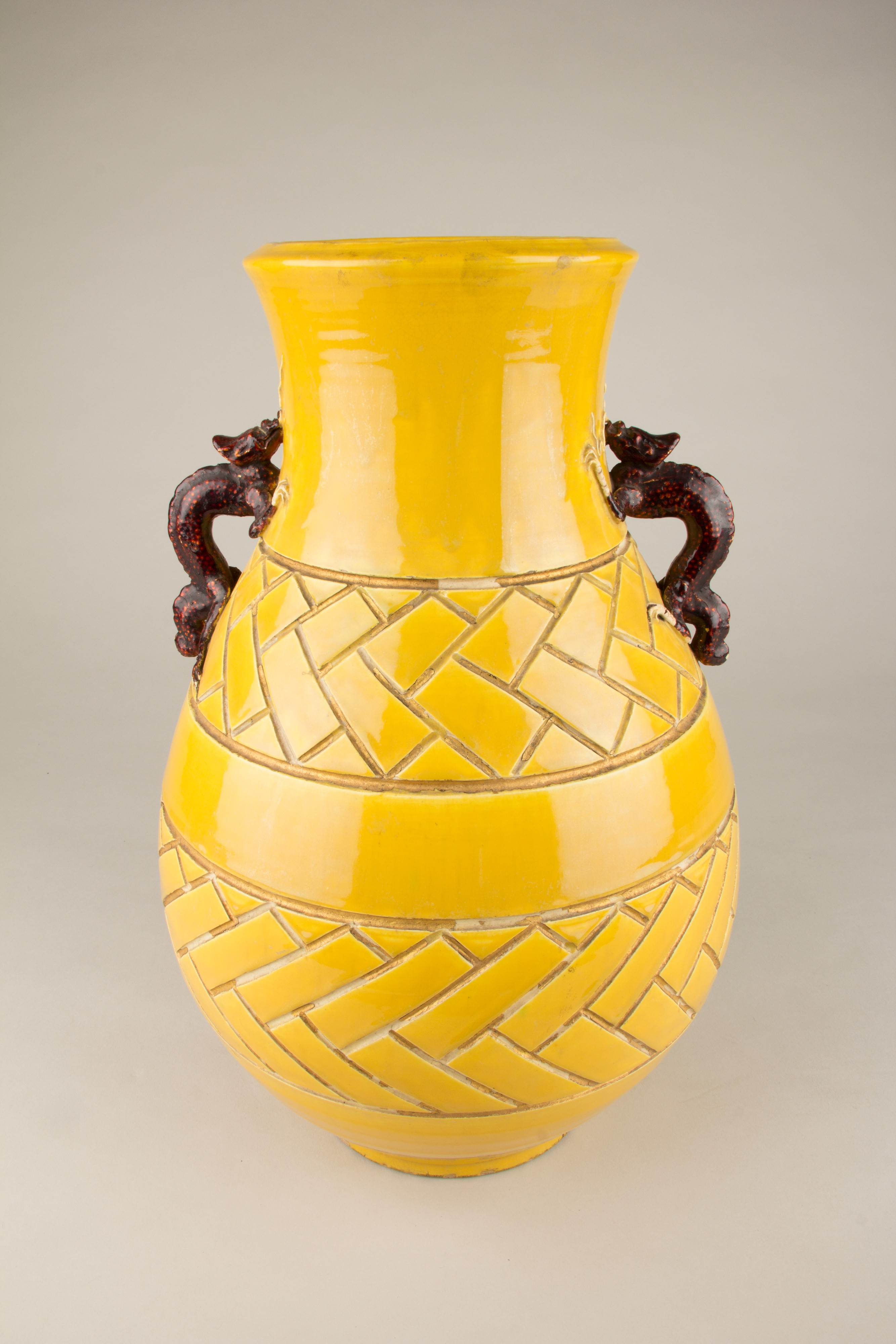
Krug
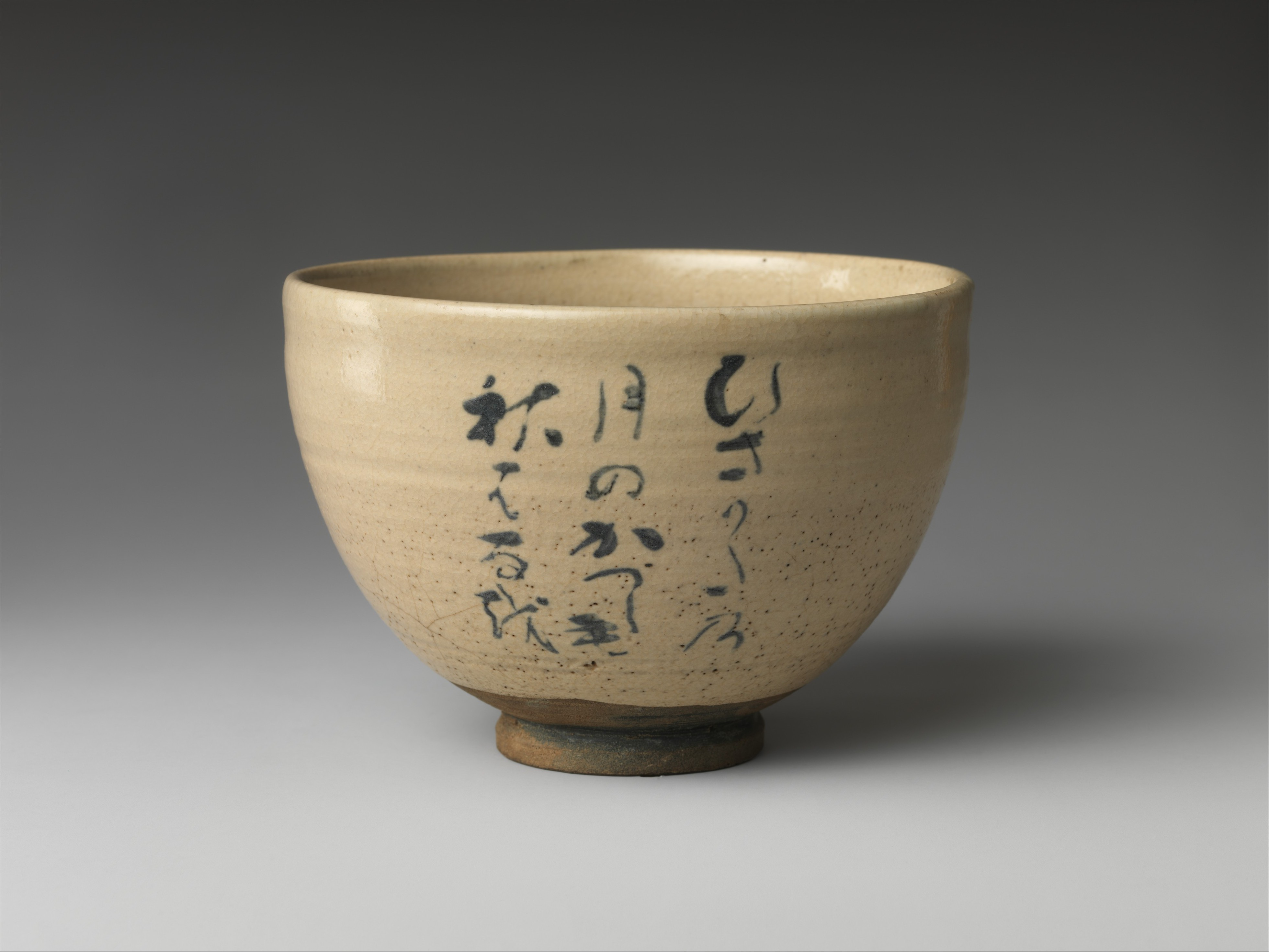
Schale
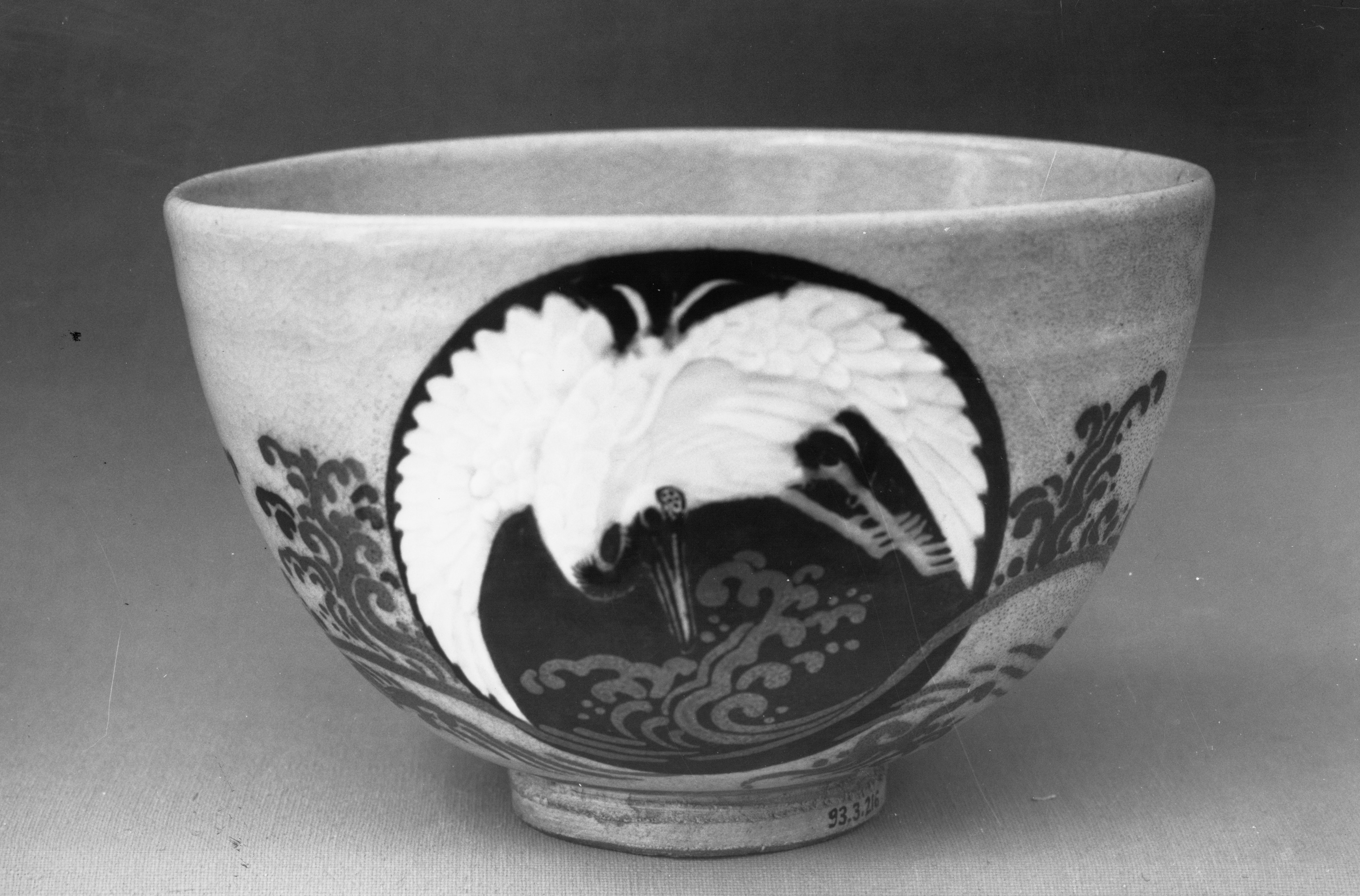
Schale

- Schale[1]
- Becher[2]
- Schale[3]
- Krug[4]
- Schale[4]
- Schale[4]

## Hinweise
1. ↑  Im Besitz des Nationalmuseums Tokio.
2. ↑  Im Besitz des Walters Art Museum.
3. ↑  Im Besitz des Musée des beaux-arts de Montréal.
4. 1 2 3  Im Besitz des Metropolitan Museum of Art New York.